# جيل برايسون
جيل برايسون (بالإنجليزية: Jill Bryson)‏ هي موسيقية وعازفة قيثارة ومغنية وكاتبة أغاني بريطانية، ولدت في 11 فبراير 1961.

## وصلات خارجية
- الموقع الرسمي
- جيل برايسون على موقع ميوزك برينز (الإنجليزية)
- جيل برايسون على موقع أول ميوزيك (الإنجليزية)
- جيل برايسون على موقع ديسكوغز (الإنجليزية)